# باشقية
بَاشِقِيَّة أو صَقْرِيَّة أو حشيشة الغراب أو أذن الفار (الاسم العلمي: Hieracium) هو جنس من النباتات ينتمي إلى القبيلة الهندباوية ومشابه ومرتبط بجنس الطرخشقون وجنس الهندباء وجنس الخس وجنس التِفاف.

## الأنواع
هناك 12,100 أصنوفة في هذا الجنس متضمنةً الجنيسات والمرادفات حسب ال(IPNT).